# Felix Beilharz

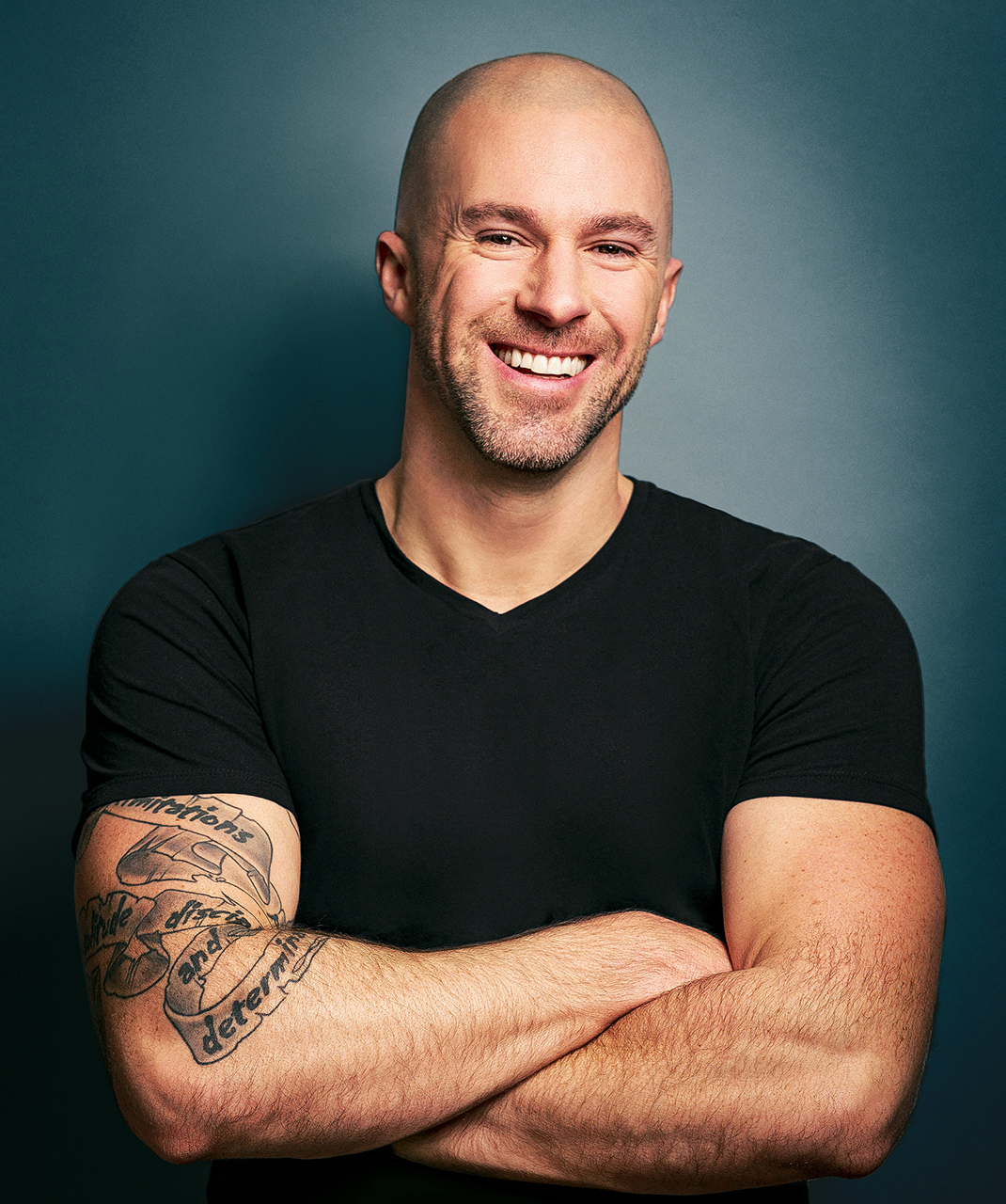
Felix Beilharz

Felix Beilharz (* 1. September 1982 in Heilbronn) ist ein deutscher Autor von Sachbüchern zu Online Marketing und Social Media.

## Leben
Beilharz wuchs im Raum Heilbronn auf. Nach dem Abitur studierte er Wirtschaftsrecht mit Schwerpunkt Marketing an der Universität Siegen.

## Wirken
Seine berufliche Laufbahn begann am Deutschen Institut für Marketing in Köln, wo er den Geschäftsbereich Online Marketing aufbaute. 2011 machte sich Beilharz als Berater, Trainer und Redner selbstständig. Er verfasste Beiträge für Magazine und Sachbücher zu Online-Marketing-Themen. Zudem hatte er verschiedene Lehraufträge inne, etwa an der TH Köln und der Universität St. Gallen sowie der Quadriga Hochschule. Beilharz ist Gast in Rundfunk- und Fernsehsendungen, beispielsweise Stern TV.

## Werke (Auswahl)
- Social Media Marketing im B2B. O’Reilly, Köln 2014, ISBN 978-3-95561-558-1.
- Online-Know-how für Manager. Springer Gabler, Wiesbaden 2016, ISBN 978-3-658-10949-3.
- Crashkurs Social Local Mobile Marketing. Haufe, Freiburg i. Br. 2017, ISBN 978-3-648-09535-5.
- Der Online Marketing Manager. O’Reilly, Köln 2020, ISBN 978-3-96009-131-8.
- Crashkurs Digitales Marketing. Haufe, Freiburg i. Br. 2021, ISBN 978-3-648-14781-8.
- Manual Generation Z. GABAL, Offenbach a. M. 2023, ISBN 978-3-96739-154-1.